# Microdalyellia kupelwieseri
Microdalyellia kupelwieseri är en plattmaskart som först beskrevs av Meixner 1915.  Microdalyellia kupelwieseri ingår i släktet Microdalyellia, och familjen Dalyelliidae. Arten är reproducerande i Sverige.